# Acacia shuttleworthii
Acacia shuttleworthii é uma espécie de leguminosa do gênero Acacia, pertencente à família Fabaceae.